# Neochera affinis
Neochera affinis är en fjärilsart som beskrevs av Rothschild 1896. Neochera affinis ingår i släktet Neochera och familjen nattflyn. Inga underarter finns listade i Catalogue of Life.